# Ribeirão Sacramento
O ribeirão Sacramento é um curso de água do estado de Minas Gerais, Brasil É um afluente da margem direita do rio Doce. Apresenta 65 km de extensão e drena uma área de 820 km².
Sua nascente localiza-se no município de Manhuaçu, a uma altitude de aproximadamente 1200 metros. Banha os distritos de São Sebastião do Sacramento e Dom Corrêa, no município de Manhuaçu, e as cidades de Bom Jesus do Galho e Pingo-d'Água. Desemboca no rio Doce no município de Pingo-d'Água. A partir do ponto em que recebe o córrego Areia, o ribeirão Sacramento serve de limite entre os municípios de Pingo-d'Água e Bom Jesus do Galho até sua foz no rio Doce.
As águas do ribeirão Sacramento são aproveitadas para geração de energia elétrica em uma usina hidrelétrica, a CGH Bom Jesus do Galho, com 360 kW de potência instalada, situada no município de Bom Jesus do Galho.